# SN 2007ld
SN 2007ld – supernowa typu II odkryta 6 października 2007 roku w galaktyce A204929+0000. W momencie odkrycia miała maksymalną jasność 17,90m.